# فیلیپ تیتز
فیلیپ تیتز (انگلیسی: Phillip Tietz؛ زادهٔ ۹ ژوئیهٔ ۱۹۹۷) بازیکن فوتبال اهل آلمان است.
از باشگاه‌هایی که در آن بازی کرده‌است می‌توان به باشگاه فوتبال آینتراخت برانشوایگ اشاره کرد.
وی همچنین در تیم ملی فوتبال جوانان آلمان بازی کرده‌است.